# Башкирский мёд
Башкирский мёд (баш. Башҡорт балы) — мёд, произведённый в Башкортостане.

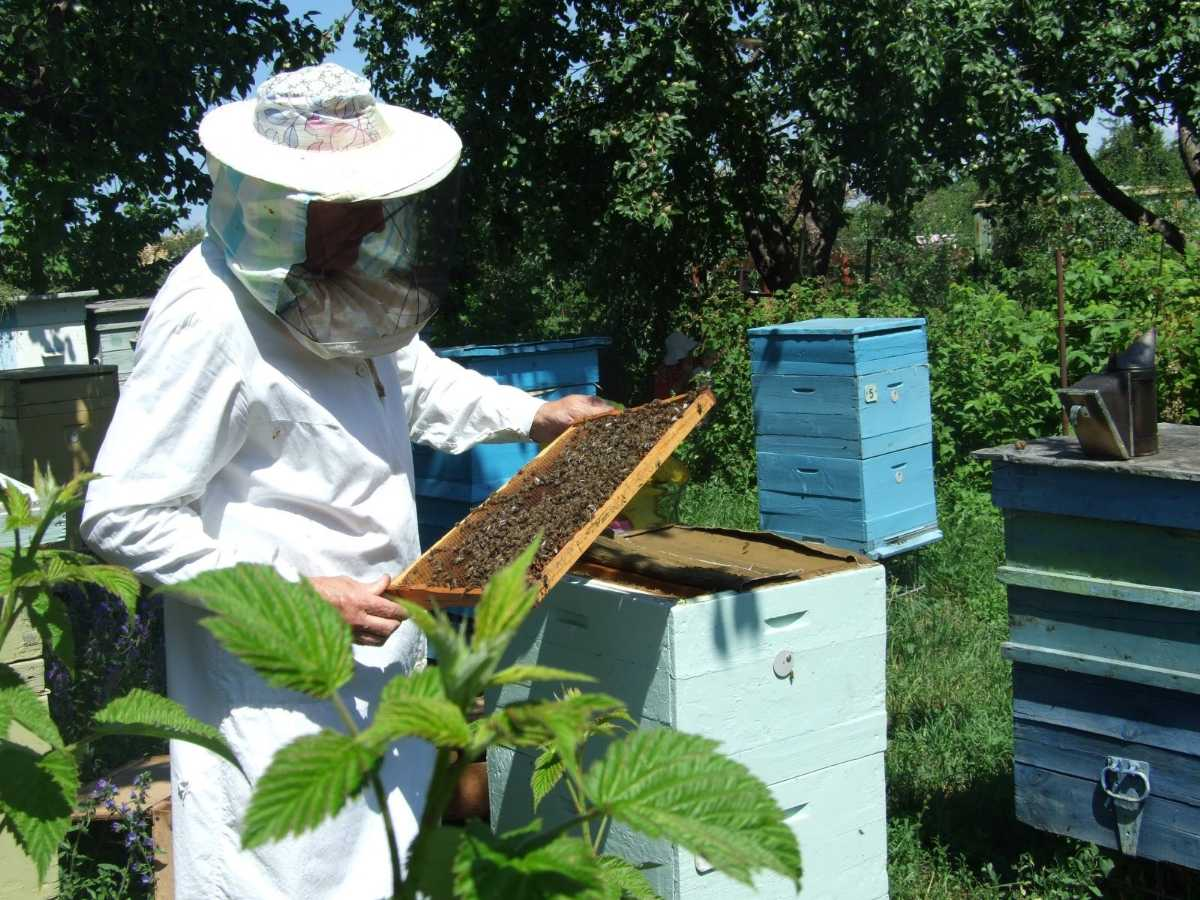
Пасека в Башкортостане, Россия

Наименование «Башкирский мёд» является защищённой торговой маркой. В 2005 году Башкирский научно-исследовательский центр по пчеловодству и апитерапии запатентовал словосочетание «Башкирский мёд» для маркировки своей медовой продукции в отношении места происхождения товара. В 2017 году обладателем ещё одного исключительного права на наименование места происхождения товара (НМПТ) «Башкирский мёд» стал ООО «Башкирский мёд», аффилированное с крупным производителем мёда — компанией «Башкирские пасеки». В 2018 году ООО «Ревайзен» была зарегистрирована торговая марка «Башмед».

## Особенности

### Бортевое пчеловодство
Бортничество — лесное пчеловодство, как народный промысел процветало на территории современного Башкортостана с глубокой древности, задолго до прихода в эти места тюркских племен — предков современных башкир. Об этом свидетельствуют и находки открытого в 1902 году Бирского могильника, возраст которого, примерно, 1500 лет: среди прочей утвари в нём найдено полное снаряжение бортника — добытчика лесного мёда. Наскальные рисунки, найденные в пещерах Бурзянского района, свидетельствуют о том, что в этих местах мёд добывали ещё первобытные люди.
Во второй половине XVIII в. бортничество у башкир достигло своего расцвета. Первый член-корреспондент Российской Академии наук П. И. Рычков, изучая природу и быт народов Южного Урала, заметил в своих трудах, что «…повсюду же леса, в которых множество пчёл», а главная экономия башкир состоит «в конских заводах, содержании скота и бортевых пчёл. … Башкиры, у которых лесные места, от сих пчёл бортевых получают себе великий доход, и в размножении оных так искусны, что много таких, из которых у одного по нескольку тысяч бортевых деревьев имеется, а на одном дереве бывают по два, а иногда и по три бортя с пчёлами. … а редкой в лесных местах живёт, который бы ничего у себя не имел. Из такого бортя вынимает мёду с вощиною близ пуда, иногда больше и меньше». В Санкт-Петербурге в «Трудах Вольного экономического общества» в 1767 году была опубликована его первая статья, которая называлась «О содержании пчел» и была посвящена пчеловодству горно-лесной Башкирии
Сын Петра Ивановича Н. П. Рычков, путешествуя в 1769—1770 гг. от Уфы на северо-запад в вятские и пермские земли, восхищенный искусством башкирских бортников, писал: «…едва ли сыщется такой народ, который бы мог их превзойти в пчелиных промыслах».
Из дорожной книги «Россия. Полное географическое описание нашего Отечества», выпущенной в 1914 году под редакцией известного российского географа В. П. Семенова Тян-Шанского:«В Уфимской губернии лесное пчеловодство дающее самый лучший мед (липовый) сосредоточивается в Уфимском и Стерлитамакском уездах, отчасти Бирском и очень мало Белебеевском уезде. Местным пчеловодством занимаются главным образом башкиры и отчасти русские крестьяне; у первых имеются пчеловодные хозяйства по преимуществу мелкие, а у последних они нередко достигают довольно крупных размеров (до 1000 ульев). Полевое пчеловодство распространено по всей губернии. Из Уфимской губернии вывозится липового меду до 3-4 тысяч пудов [49,1 — 65,5 тонн] в Казань и Москву [где проходили крупнейшие ярмарки мёда].»
Бортничество в Башкортостане развивалось в течение многих столетий, на бортевые деревья ставились родовые фамильные тамги и они переходили по наследству следующему поколению пчеловодов. Снаряжение бортевика: кирам — плетёный лыковый или кожаный ремень, с помощью которого бортник взбирается на дерево; лямге — подставка-ступенька для ног, закрепляемая на стволе дерева под бортью; и другое снаряжение, также нередко и сейчас переходят по наследству. Чтобы вырубить дупло в дереве, бортевик, обхватив себя и ствол дерева кирамом, по сделанным зарубкам, перекидывая кирам выше и выше, поднимается на высоту четырех—пятиэтажного дома. Там прикрепив лянге, он с помощью топора, тесла и скобеля вырубает и обрабатывает дупло-борть. Выдолбленное дупло оставляют на один-два года на просушку, а затем обустраивают, чтобы в нём поселилась пчелиная семья. Вместо бортей в стволах деревьев могут использоваться и борти, вырубленные в колодах, которые затем привязываются к стволам. Борти, заселённые весной в период роения дикими пчёлами, примерно с середины июля пчеловоды осматривают и собирают из них мёд
Ежегодно в Бурзянском районе в заповеднике Шульган-Таш в центре древнего народного промысла — бортевого пчеловодства, проводится День бортевика, на который собираются пчеловоды со всего Башкортостана . Приезжают в Шульган-Таш для перенятия опыта и зарубежные гости, например, польские пчеловоды, которые по образцу башкирских бортневиков возродили этот промысел и в Польше, где он исчез более двух веков назад.

### Башкирская пчела
В особенность башкирского мёда вносит свой вклад и дикая башкирская бортевая пчела — популяция пчелы Apis mellifera mellifera L. Башкирская популяция пчёл отличается зимостойкостью, устойчивостью к европейскому гнильцу, нозематозу и падевому токсикозу, а также высокой медопродуктивностью при коротком медосборе (например, с липы). У башкирских пчёл высоко ценимая пчеловодами сухая печатка мёда. По сравнению с другими породами и с другими популяциями среднерусской пчелы башкирская пчела проявляет большую злобность: работа с ульями невозможна без костюма, сетки и дымаря. Башкирские медоносные пчёлы получили высокую оценку на международных выставках.
Российский зоолог и естествоиспытатель Г. А. Кожевников писал в своих работах, что башкирская пчела «с точки зрения генетики представляет величайшую драгоценность».
Ценность мёда определяется по диастазному числу — количеству ферментов на единицу объёма. Чем выше это число, тем ценнее мёд. У медов с южных районов РФ диастазное число — 5-8, у алтайского — до 18, у башкирского — 22-50.

## Производство мёда
По количеству пчелиных семей, производству товарного мёда, по научным разработкам в пчеловодстве Башкортостан занимает первое место в России. Количество ежегодно получаемого в Башкортостане мёда, в среднем, составляет 5—6 тыс. тонн. В предполетной программе космонавтов в Звёздном городке также используют башкирский мёд, который кроме этого входит и в ежедневный рацион питания членов космических орбитальных станций. Башкирскому мёду одну из своих песен посвятила группа «ДДТ».

## Экспорт башкирского мёда
Помимо российских регионов, башкирский мёд и продукты на его основе поставляются во многие европейские страны, США, Японию, в страны Ближнего Востока и СНГ. В 2014 году был подписан контракт на поставку башкирского мёда в Китай на сумму 3 млрд рублей. Объём поставок — 6000 т. В августе 2014 года в китайском городе Гунцинчэн был открыт первый магазин по продаже мёда из Башкирии.

## Награды и достижения
Башкирский мёд — неоднократный участник и победитель всевозможных продовольственных выставок и ярмарок.
- 1900 год — золотая медаль в Париже
- 1961 год — золотая медаль в Эрфурте (Германия)
- 1965 год — серебряная медаль в Бухаресте (Румыния) на XX Международном конгрессе Апимондии.
- 1971 год — золотая медаль на XXIII Международном конгрессе Апимондии в Москве, на выставке «Пчеловодство-71»
- 2001—2004 годы — высшая награда на выставке-ярмарке «Российский фермер»-«Агрорусь» в Санкт-Петербурге[18]
- 2001—2014 годы — высшая награда на Российской агропромышленной выставке «Золотая осень» в Москве[19]
- 2002 год — высшая награда на Международной выставке «Зелёная неделя» в Берлине